# Borgerlig begravning
En borgerlig begravning är en begravning som äger rum utan religiösa inslag. Den följer därmed inget religiöst samfunds ordning, utan kan relativt fritt utformas efter personliga önskemål. År 2011 var 10,3 % av begravningarna i Sverige borgerliga. Antalet borgerliga begravningar ökar dels för att allt fler lämnar sitt medlemskap i Svenska kyrkan och dels för allt fler känner till att det finns som alternativ till Svenska kyrkans begravningsgudstjänst och begravning enligt andra trossamfund. Man kan välja borgerlig begravning även om man är medlem i Svenska kyrkan.
En borgerlig begravningsförrättare kallas officiant. Vid en borgerlig begravning väljer anhöriga själva allt innehåll i begravningsceremonin, och kristna inslag är inte nödvändiga. Officianten ger råd och har ofta en egen modell.  
En borgerlig begravning innehåller oftast musik, diktläsning, en minnesberättelse och personporträtt av den som har dött. Anhöriga kan själv anlita en borgerlig begravningsförrättare eller så kan man få hjälp av begravningsbyrån. Vissa kommuner tillhandahåller politiskt förtroendevalda begravningsförrättare.  
En borgerlig begravning hålls oftast i ett kapell, men den kan äga rum var som helst; på ett slott, en konferensgård, hemma i trädgården, inomhus eller ute i naturen och så vidare. 
I Sverige måste alla, oavsett om man är med i något religiöst samfund eller inte, gravsättas. Det sker på en begravningsplats eller en kyrkogård. Efter tillstånd från Länsstyrelsen kan man även få gravsätta den döde i havet eller i naturen. Samtliga personer som är folkbokförda i Sverige betalar begravningsavgift, oavsett om man är medlem i Svenska kyrkan eller inte. I den ingår anvisad lokal för ceremonin, kremering och gravplats i 25 år.